# Gigantopteris
Gigantopteris, är ett släkte av ormbunksliknande växter, tillhörande ormbunkarna eller fröormbunkarna, med stora pardelta blad.
Släktet förekommer i yngre paleozoiska bildningar, i synnerhet perm, och omfattar två grupper, av vilka den ena, den som egentligen utmärker Gigantopterisfloran, förekommer i Ostasiens produktiva stenkolsformation, medan den andra gruppens former har hittats som fossil på Sumatra och södra USA.